# Massimiliano Gentili
Massimiliano Gentili es un ciclista italiano nacido el 16 de septiembre de 1971 en Foligno, en la Provincia de Perugia en Umbría.

## Biografía
Debutó como profesional en 1996 con el equipo italiano Cantina Tollo. Massimiliano Gentili cuenta con tres victorias en su palmarés. Consiguió ser noveno en la Vuelta a España 2000. Puso fin a su carrera deportiva en 2010 debido a la desaparición de su equipo.

## Palmarés
1996
- 1 etapa de la Vuelta a Asturias

2004
- 1 etapa de la Vuelta a Baviera

2005
- 1 etapa de la Bicicleta Vasca

## Resultados en las grandes vueltas

### Vuelta a España
- 2000 : 9.º

### Giro de Italia
- 1997 : 23.º
- 2001 : 22.º